# Überdeckungssatz von Vitali
Der Überdeckungssatz von Vitali ist ein Satz der Maßtheorie, eines Teilgebiets der Mathematik, das sich mit der Verallgemeinerung von Längen-, Flächen- und Volumenbegriffen beschäftigt. Der Satz ist ein Hilfsmittel für den Beweis, dass für das Lebesgue-Stieltjes-Maß die Radon-Nikodým-Ableitung (bezüglich des Borel-Maßes) und die gewöhnliche Ableitung übereinstimmen. Der Satz ist nach Giuseppe Vitali benannt, der ihn 1908 bewies.

## Rahmenbedingungen
Es bezeichnen {\displaystyle \lambda } das Lebesgue-Maß und {\displaystyle \eta } das äußere Lebesgue-Maß, also das äußere Maß, das von dem Lebesgueschen Prämaß erzeugt wird. Eine Mengenfamilie {\displaystyle {\mathcal {V}}} von offenen, abgeschlossenen oder halboffenen Intervallen {\displaystyle I} mit {\displaystyle \lambda (I)>0} heißt eine Vitali-Überdeckung einer (nicht notwendigerweise messbaren) Menge {\displaystyle A\subset \mathbb {R} }, wenn für alle {\displaystyle x\in A} und alle {\displaystyle \varepsilon >0} ein {\displaystyle I\in {\mathcal {V}}} existiert, so dass {\displaystyle x\in I} und {\displaystyle \lambda (I)<\varepsilon }.

## Aussage
Ist für eine beliebige Menge {\displaystyle A\subset \mathbb {R} } mit {\displaystyle \eta (A)<\infty } eine Vitali-Überdeckung {\displaystyle {\mathcal {V}}} gegeben, so gibt es für jedes {\displaystyle \varepsilon >0} eine endliche Anzahl von disjunkten Intervallen {\displaystyle I_{1},I_{2},\dots ,I_{n}} in {\displaystyle {\mathcal {V}}}, so dass
{\displaystyle \eta \left(A\setminus \bigcup _{i=1}^{n}I_{n}\right)<\varepsilon }
gilt.